# Marc Beaumont
Dom Marc Beaumont (Cambrai, 14 de setembro de 1961) é um bispo católico francês, bispo de Moulins.
1. ↑  «Mgr Marc Beaumont, nouvel évêque de Moulins». VaticanNews. Consultado em 22 de fevereiro de 2019